# Власово (деревня, Москва)
Власово — деревня в Новомосковском административном округе Москвы. Входит в состав района Внуково.
До 1 июля 2012 года была в составе Наро-Фоминского района Московской области.

## Население
| 1852 | 1859 | 1890 | 1899 | 1926 | 2002 | 2006 |
| ---- | ---- | ---- | ---- | ---- | ---- | ---- |
| 39   | ↗41  | ↗53  | ↘46  | ↗89  | ↘85  | ↗109 |
| 2010 |      |      |      |      |      |      |
| ↘78  |      |      |      |      |      |      |

Согласно Всероссийской переписи, в 2002 году в деревне проживало 85 человек (37 мужчин и 48 женщин); преобладающая национальность — русские (88 %). По данным на 2005 год, в деревне проживало 109 человек.

## География
Деревня Власово находится у Боровского шоссе примерно в 14 км к западу от центра города Московский. Около деревни находится станция Крёкшино Киевского направления МЖД. Ближайшие населённые пункты — деревня Большое Свинорье, посёлки Красные Горки и станции Крёкшино. В деревне 16 улиц и 1 переулок.

## История
В середине XIX века деревня относилась к 1-му стану Звенигородского уезда Московской губернии, в деревне было 6 дворов, крестьян 19 душ мужского пола и 20 душ женского.
В «Списке населённых мест» 1862 года — владельческая деревня 1-го стана Звенигородского уезда по Ново-Калужскому тракту из Москвы на село Нара Верейского уезда, в 24 верстах от уездного города и 15 верстах от становой квартиры, при колодцах, с 8 дворами и 41 жителем (20 мужчин, 21 женщина).
По данным на 1899 год — деревня Перхушковской волости Звенигородского уезда с 46 жителями.
В 1913 году — 11 дворов.
По материалам Всесоюзной переписи населения 1926 года — деревня Свинорьевского сельсовета Перхушковской волости Звенигородского уезда в 7,5 км от Петровского шоссе и 5,3 км от станции Юдино Белорусской железной дороги, проживало 89 жителей (45 мужчин, 44 женщины), насчитывалось 19 хозяйств, из которых 17 крестьянских, работала сельскохозяйственная артель «Красная Горка».
1929—1930 гг. — населённый пункт в составе Звенигородского района Московского округа Московской области.
1930—1963, 1965—2012 гг. — в составе Наро-Фоминского района Московской области.
1963—1965 гг. — в составе Звенигородского укрупнённого сельского района Московской области.